# Michele Milano
Michele Milano (Bari, 15 novembre 1910 – Giorgiukat, 2 dicembre 1940) è stato un militare e aviatore italiano, decorato di medaglia d'oro al valor militare alla memoria nel corso della seconda guerra mondiale.

## Biografia

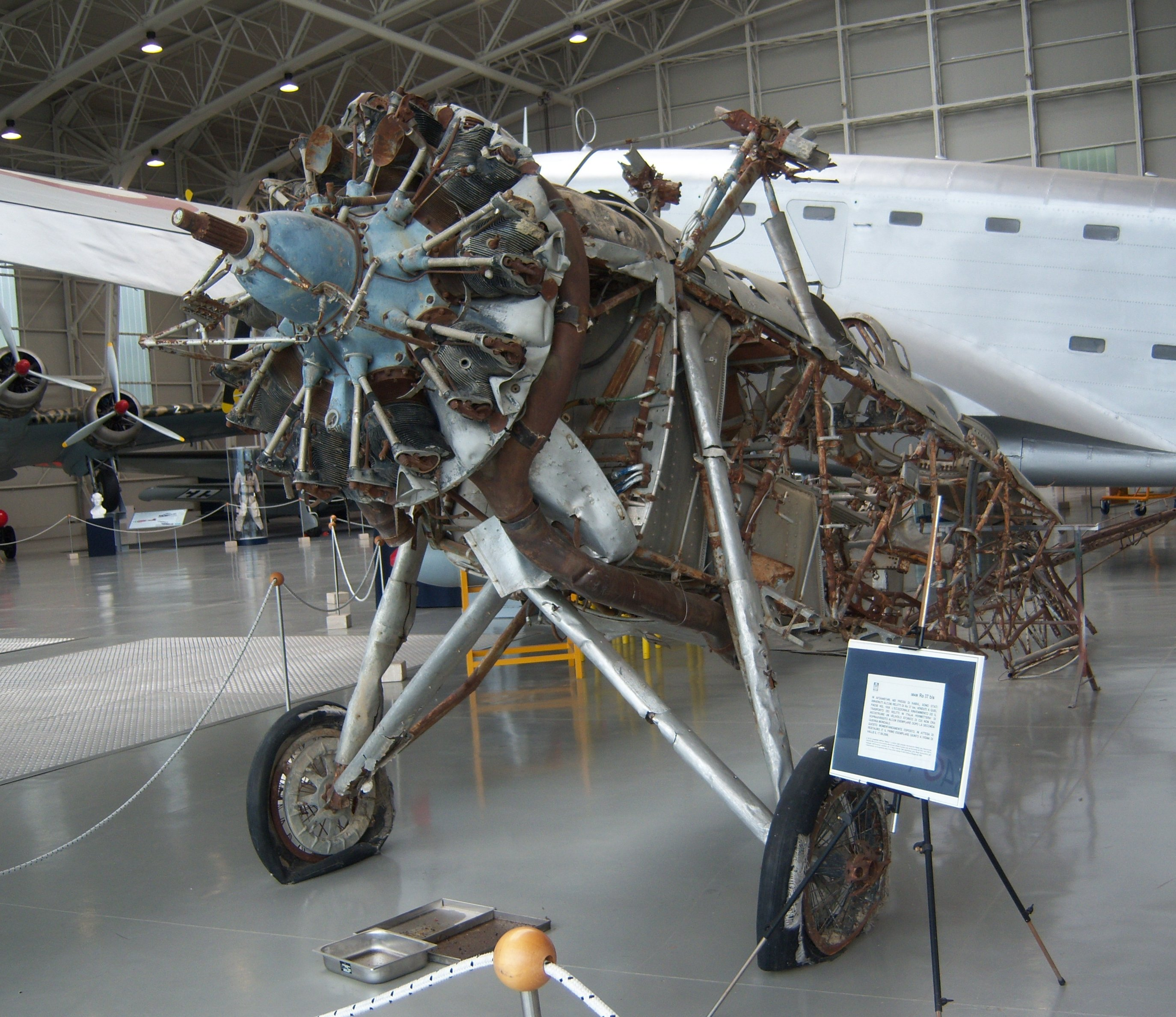
Un ricognitore IMAM Ro.37bis in fase di restauro presso il Museo dell'Aeronautica di Vigna di Valle.

Nacque a Bari il 21 giugno 1910. Arruolatosi nel Regio Esercito venne ammesso a frequentare la Regia Accademia Militare di Fanteria e Cavalleria di Modena da cui uscì con nel settembre 1932 con il grado di sottotenente in servizio permanente effettivo assegnato all'arma di fanteria. Dopo aver frequentato il corso della Scuola di applicazione fu assegnato in servizio al 14º Reggimento fanteria "Pinerolo" di stanza a Chieti, dove fu promosso tenente nel settembre 1934. L'anno successivo partì per combattere nella guerra d'Etiopia al comando di una compagnia di fucilieri, ricevendo un encomio solenne per un combattimento sostenuto a passo di Af Gagà il 13 gennaio 1936. Rientrato in Italia nell'agosto dello stesso anno venne inviato al 16º corso di osservazione aerea presso la Scuola di Cerveteri, e dopo aver conseguito il relativo brevetto passò in servizio presso il servizio di volo della 38ª Squadriglia Osservazione Aerea. Nel 1939 partecipò alle Operazioni di conquista dell'Albania, e poi fu assegnato in servizio alla 42ª Squadriglia, 72º Gruppo Autonomo Ricognizione Terrestre, equipaggiata con i ricognitori IMAM Ro.37 Lince. Si trovava in servizio presso di essa all'atto dell'entrata in guerra del Regno d'Italia, avvenuta il 10 giugno 1940. Promosso capitano il 1 settembre, il 24 ottobre successivo, nell'imminenza dell'avvio delle operazioni belliche contro la Grecia partì con la sua squadriglia per l'Albania. Cadde in combattimento il 2 dicembre sul cielo di Giorgiukat, e per onorarne il coraggio dimostrato in questo frangente fu decretata la concessione della Medaglia d'oro al valor militare alla memoria.

### Fonti
1. 1 2 3 4  Ufficio Storico dell'Aeronautica Militare 1969, p. 220.
2. 1 2 3 4 5  Combattenti Liberazione.
3. ↑   Michele Milano, su Quirinale.it. URL consultato il 20 novembre 2018.
4. ↑  Bollettino Ufficiale 1942, disp.8, pag.108 e disp.37, pag.1963.